# Asunción Challenger 2007
L'Asunción Challenger 2007, noto anche come Copa Petrobras Asunción per ragioni di sponsorizzazione, è stato un torneo di tennis facente parte della categoria ATP Challenger Series nell'ambito dell'ATP Challenger Series 2007. Il torneo si è giocato a Asunción in Paraguay dal 5 all'11 novembre 2007 su campi in terra rossa.

## Vincitori

### Singolare
Franco Ferreiro ha battuto in finale  Martín Vassallo Argüello che si è ritirato sul 6–4

### Doppio
Carlos Berlocq /  Martín Vassallo Argüello hanno battuto in finale  Adrián García /  Bartolome Salva-Vidal con il punteggio di 7–5, 6(5)–7, [13-11]